# Böbing
Böbing – miejscowość i gmina w Niemczech, w kraju związkowym Bawaria, w rejencji Górna Bawaria, w regionie Oberland, w powiecie Weilheim-Schongau, wchodzi w skład wspólnoty administracyjnej Rottenbuch. Leży około 15 km na południowy zachód od Weilheim in Oberbayern.

## Demografia
| Rok  | Liczba mieszk. |
| ---- | -------------- |
| 1970 | 1 207          |
| 1987 | 1 396          |
| 2000 | 1 569          |
| 2005 | 1 696          |

### Struktura wiekowa
Dane o ludności z 31 grudnia 2008:
| Opis                                | Ogółem | Ogółem | Kobiety | Kobiety | Mężczyźni | Mężczyźni |
| ----------------------------------- | ------ | ------ | ------- | ------- | --------- | --------- |
| Jednostka                           | osób   | %      | osób    | %       | osób      | %         |
| Populacja                           | 1721   | 100    | 847     | 49,22   | 874       | 50,78     |
| Wiek przedprodukcyjny (0–17 lat)    | 405    | 23,53  | 191     | 11,1    | 214       | 12,43     |
| Wiek produkcyjny (18–65 lat)        | 1014   | 58,92  | 496     | 28,82   | 518       | 30,1      |
| Wiek poprodukcyjny (powyżej 65 lat) | 302    | 17,55  | 160     | 9,3     | 142       | 8,25      |

## Polityka
Wójtem gminy jest Peter Erhard z CSU/JU/PFW, rada gminy składa się z 12 osób.
|      | CSU/JU/PFW | PFuUWG | Razem |
| 2008 | 8          | 4      | 12    |
| 2002 | 7          | 5      | 12    |

## Oświata
W gminie znajduje się przedszkole (50 miejsc) oraz szkoła podstawowa.